# 鮑氏擬無齒脂鯉
鮑氏擬無齒脂鯉（学名：Pseudocurimata patiae），為輻鰭魚綱脂鯉目脂鯉亞目無齒脂鯉科的其中一個種，分布於南美洲厄瓜多北部淡水流域，體長可達14.6公分，棲息在底層水域，以生活習性不明。